# Ricardo Peralta y Fabi
Ricardo Peralta y Fabi (ur. 15 sierpnia 1950 w Meksyku, zm. 2017) – meksykański astronauta NASA w stanie spoczynku; w 1985 miał być dublerem załogi misji STS-61-B (drugim był Carlos Mendieta Jimenez).
Był dublerem (zastępcą) pierwszego meksykańskiego astronauty Rodofla Neriego Veli do czasu wypadku lotniczego swojej awionetki (kupionej za wynagrodzenie za trening astronauty), w którym został ciężko ranny i przez co nie mógł ukończyć treningu i szkoleń na Indiana University. Opuścił korpus astronautów 3 grudnia 1985. 
Zdobył tytuł licencjata z aeronautyki na University of Illinois at Chicago w 1973. Następnie magistra w inżynierii mechanicznej i doktora, również z tej dziedziny, na McGill University, odpowiednio w 1975 i 1978. Profesor i wykładowca Narodowego Uniwersytetu Meksykańskiego.